# Dockfilm
Dockfilm, typ av film där motiven är dockor och andra modeller. Dockfilmer kan antingen vara animerade (med stop motion-teknik) eller spelfilmer (då användande sig av dockteaterteknik).

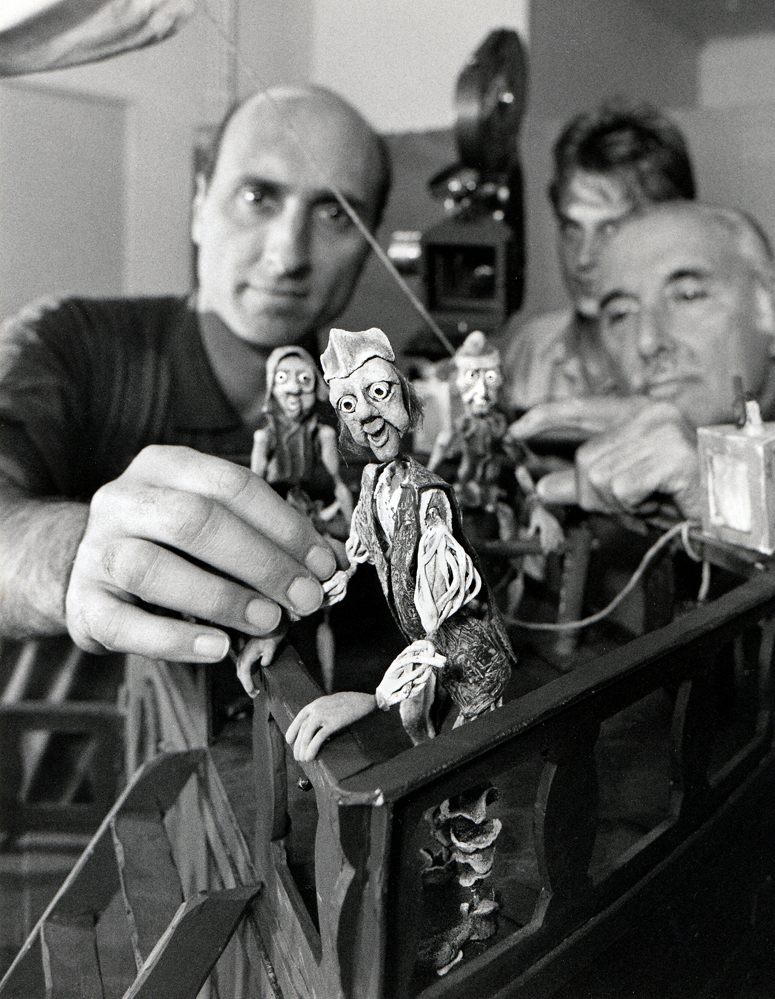
Dockfilmen Bollen är rund,Columbus under produktion i Malmö 1992.

## Några dockfilmer
- Skrotnisse och hans vänner (TV-serie, dockteater)
- The Nightmare Before Christmas (stop motion)
- Fablernas värld (TV-serie, stop motion)
- Flåklypa Grand Prix (stop motion)
- Mupparna (TV-serier och filmer, dockteater)
- Mumintrollen (TV-serie, dockteater)
- Riksorganet (politisk satir)